# 赵慎之
赵慎之（1925年—2014年），女，曾用名蓝小云，天津人，中国话剧演员，电影译制片配音演员。

## 生平
1925年5月4日生于天津。小学毕业后即参加演剧。1942年参加新四军，任一师三旅服务团团员。1943年后任天津艺华剧团、苏州中艺剧团、天津艺光播音剧团演员。参加演出的话剧有《秋海棠》、《清明前后》等。1949年初参加中国人民解放军，任第四野战军特种兵文工团团员。第一部配音作品是《光芒万丈》。1951年2月，在上海电影制片厂工作，担任配音演员。一生中一共参演了300多部作品。著名角色包括《望乡》里的阿崎婆，《蝙蝠》里的老女佣莉齐，《广岛之恋》里的埃玛妞·丽娃，《华沙一条街》里的娜嘉，《神童》里的凯斯顿小姐等。
2014年12月26日上午8时31分在上海突发心脏病辞世，享年89岁。